# Carlton Centre
Carlton Centre je mrakodrap v Jihoafrické republice, nacházející se v centru Johannesburgu. Je vysoký 223 metrů, má 50 podlaží. V budově se nachází kanceláře a obchody, přibližně 46 % prostorů se nachází pod úrovní země. Byla navržena společností Skidmore, Owings and Merrill.
Od roku 1973, kdy byl dostavěn, je nejvyšší budovou Afriky.